# 永山龍樹
永山龍樹（日语：／ Nagayama Ryūju，1996年4月15日—）生於北海道美唄市，是一名日本柔道運動員，4歲時開始練習柔道。他曾獲得2018年世界柔道錦標賽男子60公斤級銅牌。

## 外部連結
- JudoInside.com （页面存档备份，存于）
- 永山龍樹的X（前Twitter）